# Jéssica Albiach Satorres
Jéssica Albiach Satorres   (la Saïdia, 29 de maig de 1979) és una periodista, activista i política valenciana establerta a Catalunya. És coordinadora de Catalunya en Comú i diputada del Parlament de Catalunya en les legislatures xi i xii, i és presidenta del grup parlamentari de Catalunya en Comú-Podem en aquesta segona des del 18 de setembre del 2018.

## Biografia
Diplomada en Fotografia per Revelarte/Espacio de arte Fotográfico i titulada en Ciències de la Comunicació (Periodisme) a la Universitat Cardenal Herrera-CEU. Va guanyar una Beca Erasmus per l'Institut Supérieur de Formation Sociales et de Communication (Brussel·les) i una beca Leonardo a VUSTE ENVIS (Praga).
Va treballar pel Festival Internacional d'Arts Escèniques Tanec Praha del Ministeri de Cultura i per Amnistia Internacional. Més tard, va obtenir el títol del Màster de Marketing Polític, Estratègia i Comunicació Política a la Universitat Autònoma de Barcelona (UAB). Abans d'acabar el màster havia treballat com a redactora de Levante-EMV. El 2008 va treballar en la campanya electoral de María Teresa Fernández de la Vega, que s'havia presentat com a candidata al Congrés dels Diputats per València a les eleccions generals del 9 de març.
El 2011, arran del moviment 15M, va participar en diferents mobilitzacions, fins que el 2014 es va afiliar a Podem. Va treballar en el Gabinet de Comunicació de l'Ajuntament de Cornellà, i en la Secretaria de Comunicació de Podem fins que, un any més tard, va ser escollida diputada del Parlament de Catalunya en l'xi legislatura dins la candidatura Catalunya Sí que es Pot.
En la votació del Parlament del 27 d'octubre de 2017 per a l'aprovació de la Declaració d'Independència de Catalunya, va destacar per ser un dels set diputats que va mostrar públicament que votava No per evitar qualsevol posterior persecució judicial.
En la xii legislatura corresponent a les eleccions de 21 de desembre de 2017, va ser escollida diputada per segona vegada. Després de la dimissió de Xavier Domènech, el setembre de 2018, va ser designada presidenta del Grup Parlamentari de Catalunya en Comú Podem.
El desembre de 2019, va ser escollida coordinadora de Catalunya en Comú, juntament amb Ada Colau i Candela López.
Després de l'anunci d'eleccions que va fer el President Quim Torra, i un cop obert el termini del procés intern, decideix presentar-se a les primàries de Catalunya en Comú per liderar la candidatura en els propers comicis previstos per a la primavera de 2020, comptant amb el suport d'una de les seves cares més visibles, l'alcaldessa de Barcelona Ada Colau. El 27 de febrer de 2020 va ser proclamada candidata de Catalunya En Comú per a la Presidència de la Generalitat de Catalunya.
El 5 de desembre de 2023, va anunciar que es donava de baixa de Podem, el mateix dia en que també Podem deixa el grup parlamentari de Sumar i passa al grup mixt.´
En l'Assemblea Nacional de Catalunya en Comú del 16 i 17 de novembre de 2024 va deixar de ser coordinadora de l'organització per passar a la representació institucional.

## Ideologia
Es defineix com a feminista, republicana i ecologista. És partidària de la immersió lingüística i d'un referèndum d'independència de Catalunya pactat amb el Govern d'Espanya, tot i que no de la independència com a tal.